# Hrana zeilor (film)
Hrana zeilor (titlu original: The Food of the Gods) este un film american din 1976 scris, regizat și co-produs de Bert I. Gordon. În rolurile principale joacă actorii Marjoe Gortner, Pamela Franklin, Ralph Meeker, Jon Cypher, John McLiam și Ida Lupino. Scenariul se bazează vag pe romanul omonim scris de H. G. Wells. Filmul a avut o continuare în 1989, denumită Hrana zeilor II (Food of the Gods II).

## Distribuție
- Marjoe Gortner ca Morgan
- Pamela Franklin ca Lorna
- Ralph Meeker ca Jack Bensington
- Jon Cypher ca Brian
- Ida Lupino ca Dna. Skinner
- John McLiam ca Dl. Skinner
- Belinda Balaski ca Rita
- Tom Stovall ca Thomas
- Chuck Courtney ca Davis